# Cajigal
Pour les articles homonymes, voir Cajigal (homonymie).
Cajigal est l'une des quinze municipalités de l'État de Sucre au Venezuela. Son chef-lieu est Yaguaraparo. En 2011, la population s'élève à 20 915 habitants.

## Géographie

### Subdivisions
La municipalité est divisée en trois paroisses civiles avec, chacune à sa tête, une capitale (entre parenthèses) :
- El Paujil (El Paujil) ;
- Libertad (Río Seco) ;
- Yaguaraparo (Yaguaraparo).